# Титаны
Тита́ны (др.-греч. Τιτᾶνες, ед. ч. Τιτάν) — в древнегреческой мифологии божества второго поколения, дети Урана (неба) и Геи (земли).
Их было шесть братьев и шесть сестёр-титанид, вступивших в брак между собой и породивших новое поколение богов: Прометея, Гелиоса, Муз, Лето и других.

## Этимология
Происхождение данного слова неизвестно. Существует предположение, что это слово попало в греческий из какого-то малоазиатского источника. Гесиод излагает версию, согласно которой, это слово произошло от глагола др.-греч. τιταίνω — «натягиваю, простираю», однако это всего лишь народная этимология. Джейн Эллен Харрисон утверждает, что слово «титан» происходит от греческого τίτανος, означающего «белая земля, глина или гипс», и что титаны были «людьми из белой глины» или люди, участвовавшие в связанных с титанами ритуалах были покрыты белой глиной или гипсовой пылью.

## Мифы
Титаны, как и циклопы со сторукими, были рождены от связи Урана и Геи, но оказались ввергнуты в земные недра своим отцом. Гея воспротивилась этому и решила избавиться от Урана с помощью титанов.
Кронос по наущению матери оскопил серпом своего отца и занял его место верховного бога. Кронос и Рея родили Зевса, который в свою очередь сместил отца и встал во главе нового поколения богов — олимпийцев (титаны, кроме Океана, выступили с Офрийской горы, а боги, рождённые Кроносом и Реей — с Олимпа). Сражение (титаномахия) между титанами и олимпийцами длилось десять лет. Потом на помощь Зевсу пришли циклопы и гекатонхейры, титаны были побеждены; часть из них признала нового владыку, остальные были низвергнуты в Тартар, а гекатонхейры стали их стражами.
Позднее Гера побудила их восстать против Зевса, так как Ио родила Эпафа.
По Павсанию, их имя впервые ввёл Гомер, у него заимствовал Ономакрит и представил титанов «виновниками страстей Диониса». Согласно этим сказаниям, титаны через неделю после рождения растерзали Загрея, за что были сброшены в Тартар, либо Зевс подверг титанов разнообразным мучениям, либо титаны были испепелены молниями Зевса, а из этой копоти появились люди. Согласно Никандру, род пауков и змей произошёл из крови титанов.

## Истолкование
Титаны — архаические (предположительно догреческого периода) божества, олицетворявшие стихии и природные катастрофы. Миф о титаномахии предположительно отражает борьбу догреческих богов балканского субстрата с новыми богами (олимпийцами) вторгшихся с севера греческих племён.

## Шесть братьев
Согласно Гесиоду, шесть сыновей Урана (по старшинству):
- Океан — обладал властью над мировым потоком, окружавшим, по представлениям греков, земную твердь.
- Кой — супруг титаниды Фебы, отец Латоны, дед близнецов Аполлона и Артемиды.
- Крий — супруг дочери Понта Еврибии.
- Гиперион — отец бога солнца Гелиоса.
- Иапет — отец титана Прометея и его брата Эпиметея.
- Кронос — отец Зевса, верховного бога Олимпа, а также Посейдона, Аида, Деметры, Геры и Гестии. Самый младший из 12 титанов.

## Шесть сестёр
По Гесиоду, шесть дочерей Урана и Геи:
- Тейя
- Тефида (Тефия)
- Рея
- Фемида — богиня правосудия.
- Мнемосина — богиня памяти.
- Феба

По Псевдо-Аполлодору и орфикам их семь, в их число также включается Диона.
По Диодору, они обитали в Кноссе, их было пять — Рея, Фемида, Мнемосина, Феба, Тефия.

## Младшее поколение
От Кроноса и Реи:
- Гестия
- Деметра
- Гера
- Аид
- Посейдон
- Зевс

От Иапета и Климены (или от Иапета и Асии):
- Атлант
- Менетий
- Прометей
- Эпиметей

От Коя и Фебы:
- Лелантос
- Астерия
- Лето

От Крия и Еврибии:
- Астрей
- Перс
- Паллант (Паллас)

От Палланта и Стикс:
- Кратос
- Ника
- Бии
- Зел

От Гипериона и Тейи (или от Гипериона и Ирифессы):
- Гелиос
- Селена
- Эос

От Океана и Тефиды:
- дочери-океаниды
- сыновья-речные потоки

От Мнемосины и Зевса:
- музы

От Фемиды и Зевса:
- Эвномия
- Дике
- Эйрена
- Атропос
- Клото
- Лахесис

## В литературе и искусстве
- В более поздних мифах титанов отождествляют с гигантами.
- Им посвящён XXXVII орфический гимн. Составляли хор в трагедии Эсхила «Прометей освобождённый». Существовали комедии Евбула и Кратина Младшего «Титаны».
- В литературе и философии титанизм — это течение о всесилии человека, вдохновляющееся революционной борьбой с установившимся порядком.